# Zaandam
Zaandam (de vegades erròniament Sardam) és una població de la província d'Holanda del Nord prop de la desembocadura del riu Zaan, centre del municipi de Zaanstad.
Fins al 1974 fou municipi i en aquest any va passar al nou de Zaanstad.
Famosa perquè hi hauria residit el tsar Pere I el Gran el 1697, que va anar d'incògnit a la ciutat per aprendre l'ofici de construcció naval, indústria llavors existent a la ciutat i que volia importar a Rússia.